# Basildon (Essex)
Basildon is een stad (town) in het bestuurlijke gebied Basildon, in het shire-graafschap (non-metropolitan county OF county) Essex. De plaats telt 99.876 inwoners.

## Geschiedenis
Oorspronkelijk was Basildon een dorpje, dat in 1086 voor het eerst wordt genoemd. In 1949 werd het samen met drie andere dorpjes, Pitsea, Laindon en Vange, officieel aangewezen als groeikern (New Town).

## Cultuur
De Britse synthpopformatie Depeche Mode vindt zijn oorsprong in Basildon. De zangeres Alison Moyet is er opgegroeid.

## Partnersteden

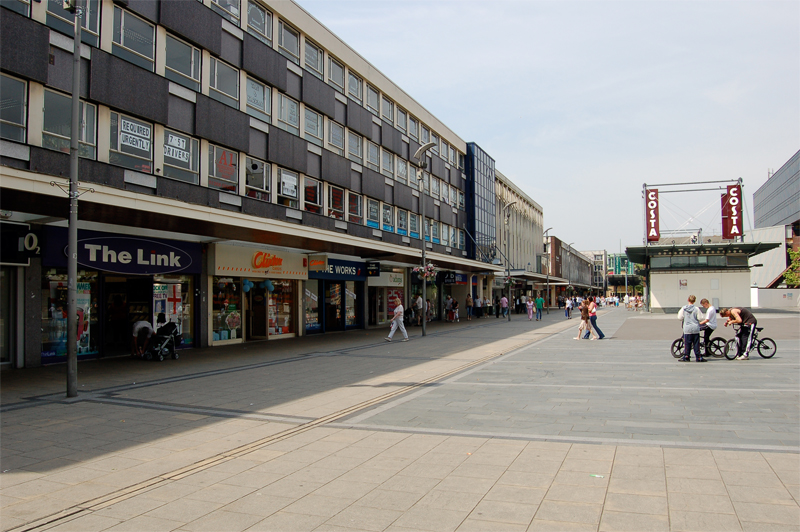
Centrum

- Gweru (Zimbabwe)
- Heiligenhaus (Duitsland)
- Meaux (Frankrijk)

## Geboren
- Martin Gore (1961), zanger, componist, gitarist en toetsenist (Depeche Mode)
- Freddy Eastwood (1983), Engels-Welsh voetballer
- Kara Tointon (1983), actrice
- James Tomkins (29 maart 1989), voetballer
- Ritchie Edhouse (19 april 1983), darter